# Pokédex

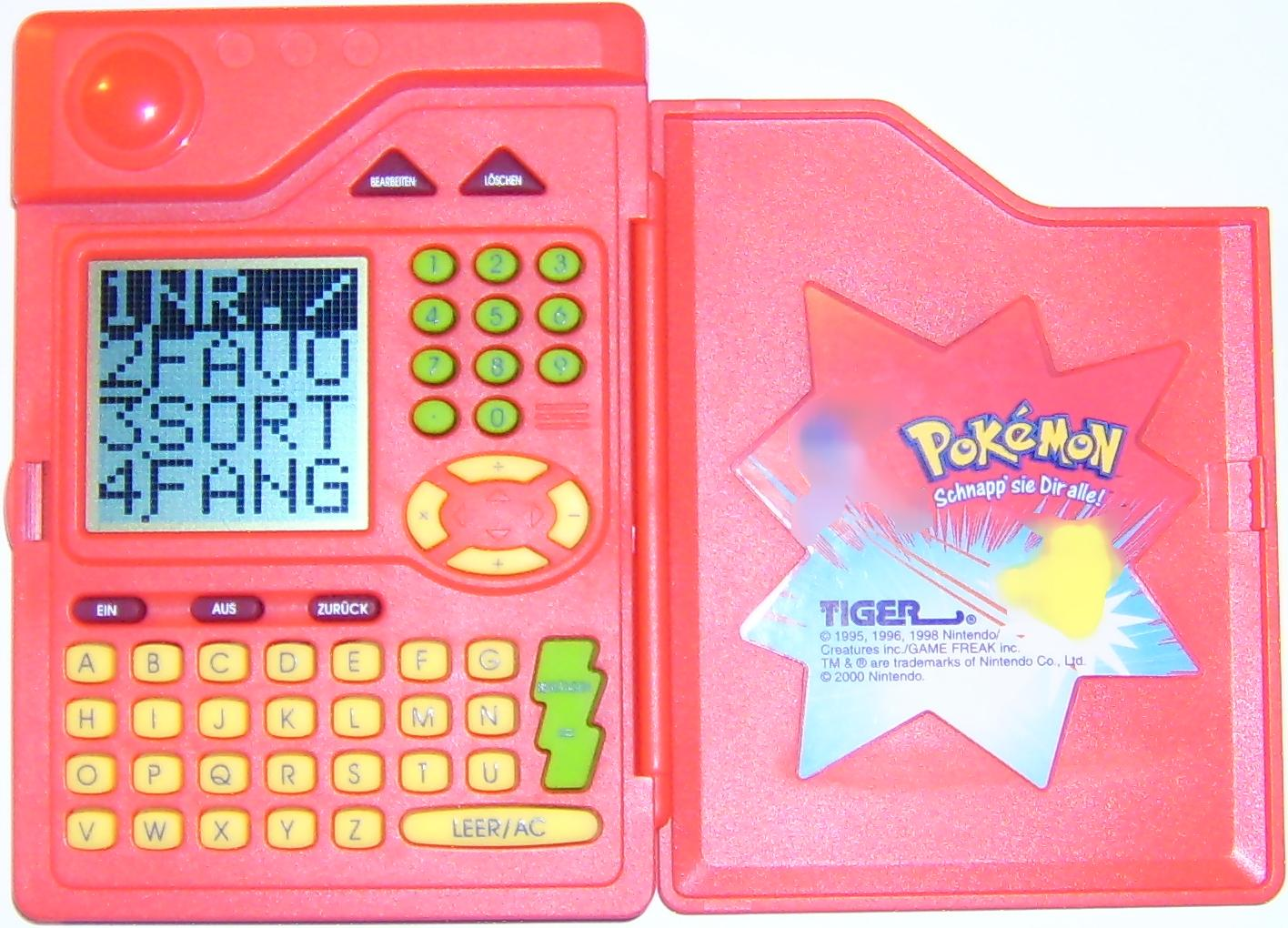
En tysk leksaks-pokédex

En Pokédex (jap. ポケモン図鑑|ポケモン図鑑) är ett fiktivt verktyg från Pokémon-franchisen. Apparaten är en bärbar encyklopedi som används av Pokémontränare för att registrera information om olika Pokémonarter. I en pokédex är de olika Pokémon uppdelade efter nummer. En Pokedéx innehåller information om en Pokémons längd, vikt, släkte, läte och häckningsplats. Första upplagan av Pokédexen från Pokémon Red och Blue innehåller information om 151 olika Pokémon. Efter varje generation av Pokémonspel har ett nytt antal Pokémon lagts till i Pokédexen, som för tillfället (2025) innehåller 1025  Pokémon av olika slag.